# NGC 1935
NGC 1935 (również IC 2126 lub ESO 056-EN110) – mgławica emisyjna znajdująca się w gwiazdozbiorze Złotej Ryby. Należy do Wielkiego Obłoku Magellana. Odkrył ją John Herschel 23 listopada 1834 roku. Jest częścią większej mgławicy LMC-N44.